# Вільям Гібл
Гібл Вільям (англ. William Hybl, нар. 1942) — голова Національної ради США з публічної дипломатії. Член Міжнародного олімпійського комітету (2000—2002). Почесний президент Американського олімпійського комітету. Член ради директорів IRI (Міжнародний республіканський інститут).

## Біографія
Освіта: Гібл має ступінь бакалавра Колорадського коледжу та ступінь юриста Колорадського університету.
У 1967 р. закінчив Колорадський коледж. Отримав ступінь доктора права на Школі права Університету Колорадо.
У 1972 році він був обраний до Палати представників штату Колорадо.
У 1981 р. — спеціальний представник і радник президента США Рональда Рейгана.
У 1992 — очолював делегації олімпійської команди Сполучених Штатів на Зимових Олімпійських іграх 1992 року в Альбервілі, Франція, та Олімпійських іграх 1992 року в Барселоні, Іспанія.
У 1998 — очолював збірну США на зимових Олімпійських іграх у Нагано, Японія, а в 2000 році — на Олімпійських іграх у Сіднеї, Австралія.
У 2001 р. — президент Джордж Буш призначив Гібла представником США на 56-й Генеральній Асамблеї ООН.
У 2003—2009 роках — голова правління Міжнародної фундації виборчих систем (IFES).
У У 2008 році Сенат Сполучених Штатів затвердив Гібла на посаді голови Комісії з громадської дипломатії США, на цю посаду його призначив президент Джордж Буш. Він був повторно призначений президентом Бараком Обамою 2 червня 2011 року і наразі обіймає посаду віце-президента.
У 2017 — віцеголова правління BROADMOOR Hotel, Inc., а також голова Фонду Академії Військово-Повітряних Сил і Клубу Сотні Колорадо-Спрінгс.
Пан Гібл також є членом багатьох корпоративних і спортивних рад.
Одружений з Кетлін Горріган, у них двоє синів.